# Quinten Hermans
Quinten Hermans (Turnhout, 29 juli 1995) is een Belgisch wegwielrenner en veldrijder. 

## Carrière
In de jeugdcategorieën behaalde Hermans verscheidene nationale titels. Zo werd hij bij de nieuwelingen zowel in 2010 als 2011 Belgisch kampioen veldrijden. Zes jaar later werd hij nogmaals Belgisch kampioen, ditmaal bij de Beloften. Daarnaast werd hij in deze leeftijdscategorie ook tweemaal op rij Europees kampioen. Dit in zowel 2015 als 2016. In 2016 behaalde hij brons op het WK voor beloften te Zolder. Ook in het mountainbiken werd Hermans tweemaal Belgisch kampioen. In 2011 bij de nieuwelingen en in 2013 bij de junioren. 
In zijn eerste seizoen als prof won hij 1 veldrit. In 2017 viel Quinten Hermans voor het eerst op als wegwielrenner, met een 9e plaats in het jongerenklassement van de Ronde van Wallonië, een 3e plaats in het bergklassement van de Ster ZLM en een 14e plek in de Heistse Pijl. In 2018 ging hij wederom van start in de Ronde van Wallonië, deze keer met meer succes. Hij won het puntenklassement én het jongerenklassement en werd ook 2e in het algemeen klassement. In de derde etappe sprintte hij naar een tweede plaats na Odd Christian Eiking. De vierde etappe won hij in de sprint.
Ook in 2019 ging hij van start in de Ronde van Wallonië en eindigde er zevende in het algemeen klassement. Dat jaar reed hij ook de Flèche du Sud: hij won er 3 van de 5 etappes, waaronder één proloog. Ook behaalde hij er de eindzege in het algemeen klassement en het puntenklassement. In 2020 maakte hij de overstap naar het toenmalig Circus - Wanty Gobert. Hij start in het Critérium du Dauphiné maar moet al na de eerste etappe opgeven. Dat jaar reed hij ook de Strade Bianche, waar hij niet finishte. In 2021 ging hij voorts van start in onder andere de Ronde van Polen, de Clásica San Sebastián en de Ronde van Italië.  
In 2022 behaalde Hermans een tweede plek in Luik-Bastenaken-Luik. Tijdens de Ronde van Romandië behaalde hij enkele ereplaatsen en eindigde er vierde in het puntenklassement. Ook won hij dat jaar een etappe in de Baloise Belgium Tour en eindigde er derde in het algemeen klassement. Na enkele ereplaatsten in de Arctic Race of Norway reed hij de BEMER cyclassics. Hij eindigde er derde na Wout Van Aert (2e) en Marco Haller (1e).
In 2023 maakte hij de overstap naar Alpecin-Deceuninck. In 2024 won hij de derde rit in de Ronde van het Baskenland.

## Erelijst

### Gravel
2024
 WK Gravel

### Veldrijden
Overwinningen
| Seizoen   | Wereldbeker  | Superprestige | DVV Trofee | WK    | EK    | BK    | Overige         | Totaal aantal zeges |
| Elite     | Elite        | Elite         | Elite      | Elite | Elite | Elite | Elite           | Elite               |
| --------- | ------------ | ------------- | ---------- | ----- | ----- | ----- | --------------- | ------------------- |
| 2017-2018 |              |               |            | 11e   | 11e   | 10e   | Meilen          | 1                   |
| 2018-2019 |              |               |            | 7e    | 8e    | DNF   | Waterloo        | 1                   |
| 2019-2020 |              |               |            | 9e    | 6e    | 11e   | Beringen, Essen | 2                   |
| 2020-2021 |              |               |            | 8e    | 8e    | 7e    | Eeklo           | 1                   |
| 2021-2022 | Fayetteville |               |            | DNS   | ↑     | ↑     |                 | 1                   |
| 2022-2023 |              |               |            |       | DNF   |       | Ardooie         | 1                   |
| Totaal    | 1            | 0             | 0          | 0     | 0     | 0     | 6               | 7                   |

Resultatentabel
| Seizoen   | Aantal zeges      | Regenboogtrui | Europese kampioenentrui | Belgische kampioenstrui | WB  | SP | X²O | UCI |
| --------- | ----------------- | ------------- | ----------------------- | ----------------------- | --- | -- | --- | --- |
| 2017–2018 | 1 overwinning(en) | 11e           | 11e                     | 10e                     | 11e | 6e | -   | 10e |
| 2018–2019 | 1 overwinning(en) | 7e            | 8e                      | DNF                     | 5e  | 5e | 19e | 7e  |
| 2019–2020 | 2 overwinning(en) | 9e            | 6e                      | 11e                     | 6e  | 5e | 17e | 6e  |
| 2020–2021 | 1 overwinning(en) | 8e            | 8e                      | 7e                      | 5e  | 8e | 5e  | 8e  |
| 2021–2022 | 1 overwinning(en) | DNS           | ↑                       | ↑                       | 4e  | 4e | 22e | 5e  |
| 2022–2023 | 1 overwinning(en) |               | DNF                     |                         |     |    |     |     |
| Totaal    | 7 overwinningen   | 0             | 0                       | 0                       | 0   | 0  | 0   | 0   |

#### Jeugd
Europees kampioen, veldrijden: 2015 & 2016 (beloften)
 Belgisch kampioen, veldrijden: 2010 & 2011 (nieuwelingen), 2017 (beloften)
Superprestige: 2016-2017 (beloften)
Trofee veldrijden: 2014-2015 (beloften)

### Wegwielrennen
2018 - 2 zeges
4e etappe Ronde van Opper-Oostenrijk
4e etappe Ronde van Wallonië
 Puntenklassement Ronde van Wallonië
 Jongerenklassement Ronde van Wallonië
2019 - 4 zeges
Proloog, 1e en 2e etappe Flèche du Sud
 Eindklassement Flèche du Sud
 Puntenklassement Flèche du Sud
 Combinatieklassement Flèche du Sud
2022 - 1 zege
4e etappe Ronde van België
2024 - 1 zege
3e etappe Ronde van het Baskenland

### Resultaten in voornaamste wegwedstrijden
| Jaar | Ronde van Italië | Ronde van Frankrijk | Ronde van Spanje |
| ---- | ---------------- | ------------------- | ---------------- |
| 2020 |                  |                     |                  |
| 2021 | 43e              |                     |                  |
| 2022 |                  |                     |                  |
| 2023 |                  | 113e                |                  |
| 2024 | 53e              |                     | 80e              |
| 2025 | 85e              |                     |                  |

| Jaar | Milaan-San Remo | Ronde van Vlaanderen | Amstel Gold Race | Luik-Bast.‑Luik | Ronde van Lombardije | Waalse Pijl | Clásica San Sebastián | Strade Bianche |  | WK op de weg |  | Wereldranglijsten |
| ---- | --------------- | -------------------- | ---------------- | --------------- | -------------------- | ----------- | --------------------- | -------------- |  | ------------ |  | ----------------- |
| 2020 |                 |                      |                  |                 |                      |             |                       | opgave         |  |              |  | 1973e (UWT)       |
| 2021 |                 |                      | 20e              | 36e             |                      | 14e         | 73e                   |                |  |              |  | 318e (UWT)        |
| 2022 |                 |                      |                  | ↑               | opgave               | 61e         |                       | 54e            |  | 34e          |  | 55e (UWT)         |
| 2023 | 80e             |                      |                  | 48e             |                      | 19e         | opgave                |                |  |              |  |                   |
| 2024 |                 |                      | 80e              | 35e             |                      | 19e         |                       | 69e            |  | opgave       |  |                   |
| 2025 | 45e             | opgave               | 16e              | 47e             |                      | opgave      | 32e                   | 15e            |  |              |  |                   |

### Resultaten in kleinere rondes
| Jaar | Ronde van Catalonië | Ronde van het Baskenland | Ronde van Romandië | Ronde van Zwitserland | Critérium du Dauphiné |
| ---- | ------------------- | ------------------------ | ------------------ | --------------------- | --------------------- |
| 2020 |                     |                          |                    |                       | opgave                |
| 2021 |                     | 30e                      |                    |                       |                       |
| 2022 |                     | opgave                   | 69e                |                       |                       |
| 2023 |                     | 52e                      | 67e                | 50e                   |                       |
| 2024 |                     | opgave (1)               |                    |                       |                       |
| 2025 | opgave              |                          |                    |                       |                       |

## Ploegen
- 2014 –  Telenet-Fidea
- 2015 –  Telenet-Fidea
- 2016 –  Telenet-Fidea
- 2017 –  Telenet-Fidea Lions
- 2018 –  Telenet-Fidea Lions
- 2019 –  Telenet-Fidea Lions
- 2020 –  Circus-Wanty-Gobert
- 2021 –  Intermarché-Wanty-Gobert Matériaux
- 2022 –  Intermarché-Wanty-Gobert Matériaux
- 2023 –  Alpecin-Deceuninck
- 2024 –  Alpecin-Deceuninck
- 2025 –  Alpecin-Deceuninck

Aerts · Al · Boets · Cleppe · Hermans · Meeusen · Soete · Van Aert · van Amerongen · van Kessel · Vandekinderen · B.Wellens
Aernouts · Th. Aerts · To. Aerts · Bekaert · Cleppe · Goeman · van der Haar · Hermans · van Kessel · Soete
Bakelants · Bellicaud · De Gendt · De Plus · De Winter · Delacroix · Devriendt · Eiking · Evans · Hermans · Hirt · van der Hoorn · van Kessel · Koch · Kreder · Lammertink · Meintjes · Minali · Pasqualon · Petilli · Planckaert · B. van Poppel · D. van Poppel · Rota · Taaramäe · Van Melsen · Vanspeybrouck · Vliegen · Zimmermann · Girmay (stagiair) · Daemen (stagiair) · De Pooter (stagiair) · Jarnet (stagiair)
Bakelants · Bystrøm · Claeys · De Gendt · Delacroix · Devriendt · Girmay · Goossens · Hermans · Hirt · Huys · Johansen · Kristoff · Meintjes · Page · Pasqualon · Peák · Petilli · Petit · Planckaert ·  Pozzovivo(vanaf 14/2) · Rota · Taaramäe · Thijssen · van der Hoorn · van Kessel · Van Melsen · van Poppel · Vliegen · Zimmermann · De Pooter (stagiair) · Mihkels (stagiair)
Ballerstedt · Bayer · Conci · De Bondt · Dillier · Gaze · Ghys · Gogl · Groves · Hermans · Janssens · Kragh Andersen · Krieger · Leysen · Mareczko · Meurisse · Oldani · Osborne · Philipsen · Planckaert · Plowright · Rickaert · Riesebeek · Sbaragli · Sinkeldam · Stannard · Taminiaux · Van Den Bossche · van der Poel  · Vermeersch
Ballerstedt · Bayer · Boven · Conci · Dillier · Gaze · Ghys · Gogl · Groves · Hermans · Hollmann · Janssens · Kielich · Kragh Andersen · Laurance · Leysen · Meurisse · Osborne · Philipsen · Planckaert · Plowright · Rickaert · Riesebeek · Sinkeldam · Uhlig · Van Den Bossche · van der Poel  · Van Tricht · Vergallito · Vermeersch
Bayer · Boven · Debruyne · Dehairs · Del Grosso · Dillier · Gaze · Ghys · Glivar · Gogl · Groves · Hermans · Hollmann · Janssens · Kielich · Meurisse · Philipsen · Planckaert · Plowright · Price-Pejtersen · Rickaert · Riesebeek · Uhlig · Van Den Bossche · van der Poel · Van Tricht · Vergallito · Vermeersch